# Julius Stern
Julius Stern (ur. 8 sierpnia 1820 we Wrocławiu, zm. 27 lutego 1883 w Berlinie) – niemiecki pedagog i dyrygent.

## Życiorys
Uczył się we Wrocławiu gry na skrzypcach u Petera Lüstnera, następnie wyjechał do Berlina, gdzie był uczniem Ludwiga Wilhelma Maurera, Moritza Ganza i Carla Friedricha Rungenhagena. W latach 1843–1845 uczył się śpiewu u Johanna Aloysa Mikscha w Dreźnie. Od 1845 do 1846 roku przebywał w Paryżu, gdzie prowadził niemieckie towarzystwo śpiewacze. W 1847 roku wrócił do Berlina, gdzie założył Sternscher Gesangverein, którym dyrygował do 1874 roku. Dyrygował również Sinfonie-Kapelle (1869–1871) i Reichshallen-Konzerte (1873–1875).
W 1850 roku wspólnie z Adolfem Bernhardem Marxem i Theodorem Kullakiem założył w Berlinie Musikschule für Gesang, Klavier und Komposition, w 1852 roku przekształconą w Konservatorium der Musik, a w 1857 roku w Sternsches Konservatorium. Po rezygnacji Kullaka (1855) i Marxa (1857) był jej jedynym dyrektorem. Szkoła ta stała się jedną z czołowych europejskich uczelni muzycznych.
Zajmował się również kompozycją, napisał m.in. Barcarolle na głos, wiolonczelę i fortepian oraz Les Adieux na skrzypce i fortepian, ponadto liczne utwory chóralne i pieśni. Był też autorem opery Ismene, która jednak nie doczekała się wystawienia.